# Confidencial
Confidencial es una serie de televisión colombiana producida por Caracol Televisión en 2011. Cada miniserie tiene una duración semanal de 5 capítulos y narra una historia basada en hechos reales tanto de Colombia como del extranjero. Esta producción contó con muy buenos índices de audiencia en sus dos temporadas.

## Historias primera temporada

### Porque te quiero te mato
Protagonistas: Fernando Solórzano y Coraima Torres
Alejandra y Gerardo son una pareja de estrato alto con dos hijos, Felipe y Patricia. Gerardo es un hombre explosivo y violento, llegando al punto de maltratar físicamente a su esposa, de la manera más brutal. Sin embargo, ella no reacciona ni toma medidas, según ella, porque ama a su esposo y no quiere perderlo. En medio de esta situación intervienen la mamá de Alejandra y los amigos de la pareja, tanto a favor de Alejandra como a favor de Gerardo, quien en reiteradas ocasiones asegura que quiere cambiar y someterse a tratamiento con tal de no perder a su esposa ni a sus hijos. Sin embargo, golpea a su hijo Felipe y luego, al terminar una fiesta de desagravio, golpea brutalmente a Alejandra luego de verla abrazada con Rafael, el médico de la familia, situación que Gerardo interpretó como el inicio de una relación sentimental entre los dos. La golpiza fue tan grave que Alejandra no solo tuvo que ser hospitalizada, sino que además la llevó a entablar una demanda contra su esposo, luego de años de maltrato. Tras el incidente Gerardo fue arrestado.

### De vuelta a la vida
Protagonistas: Natasha Klauss y Ernesto Benjumea
Doce años de secuestro marcaron la vida de un policía y su familia de manera radical. Un matrimonio, una familia, se vieron interrumpidos por un hecho brutal e inhumano que marcaría sus vidas para siempre. En medio del secuestro, romances paralelos: uno en medio de la selva, y el otro, en medio de la espera. La esposa del policía secuestrado sostiene un romance clandestino con el mejor amigo de su esposo, y esto sale a la luz pública luego de que su marido recuperara la libertad gracias a la liberación unilateral por parte de la guerrilla. El matrimonio se disuelve y cada uno rehace sus vidas.

### El rey de la estafa
Protagonistas: Róbinson Díaz y María Cecilia Sánchez
Un colombiano ha hecho de la estafa y la suplantación, un arte (al estilo de Simon Templar). Aprovechando sus finas maneras y su facilidad para los idiomas, recorre los más elegantes hoteles. El tipo que tiene circular roja de INTERPOL viene de incógnito a Colombia a “renovar” sus identidades con un falsificador profesional. Se hace pasar por un allegado a la nobleza europea y enamora a una modelo famosa. Burla a las autoridades hasta que lo descubren, siendo víctima de su propio invento.

### Sacerdote peca por exceso de fe
Protagonistas: Andrés Toro y Yuli Ferreira
Santiago es un sacerdote joven, párroco de una iglesia en Bogotá que tiene un famoso show de televisión llamado "Padre Santo". En uno de estos programas, conoce a Jenny, una joven seguidora del sacerdote que suele asistir entre el público del programa a las emisiones en directo. Luego, se le aparece en la parroquia, y de ahí en adelante sostienen conversaciones hasta lograr formar un vínculo sentimental entre los dos. Ambos se enamoran y deciden tener una relación amorosa clandestina. En medio de esto, Santiago conoce que será elevado a vicario, por lo cual duda de su futuro con Jenny, quien ante esta situación ve cada vez más lejos la posibilidad de una relación formal con el sacerdote. Entonces elabora un plan para hacerlo renunciar al sacerdocio, contactando a un fotógrafo para que los fotografíe en medio de una salida nocturna. Por supuesto, el hombre logra captar imágenes compremetedoras de la pareja besándose, con la cara del sacerdote en absoluta evidencia. 
Esta situación desemboca en un chantaje, pues el fotógrafo pide a Santiago $30.000.000 de pesos para no publicar las fotografías, el sacerdote accede a entregárselos pero, cuando los deja en el confesionario como lo habían acordado, Jenny saca el dinero y lo esconde. Las fotos son publicadas y se desata un escándalo nacional, llevando a la salida de Santiago del sacerdocio y al repudio de parte de la comunidad en la cual trabajaba como sacerdote. Con el paso del tiempo, la vida en pareja entre Jenny y Santiago se deteriora, y es en medio de esto que se descubre que Jenny mantenía oculto el dinero y que, además, había elaborado el plan para fotografiar a Santiago y provocar su salida del sacerdocio. Sin embargo, Jenny queda en embarazo y los dos siguen en pareja.

### Broma pesada
Protagonistas: Julián Román y Andrea Guzmán
Le pasó a Rodrigo Duque, un empleado de una fábrica de metales, quien acostumbrado a jugar a la lotería, escuchaba sin falta en la radio los resultados, ¡Hasta que un día oyó que su billete era el ganador! Lo que Rodrigo ni sospechaba era que todo se trataba de una broma de sus compañeros de trabajo.
“El hombre pierde completamente la cabeza. Como primera medida va donde el jefe, lo insulta y renuncia. No contento con esto, va a ver a su familia, a quienes también les dice en su cara lo que piensa de ellos. Luego, va donde su mujer y le anuncia que a partir de ese momento la abandona a su suerte”, explica Julián Román, quien le da vida al engañado protagonista, que echa su vida por la borda.
La única que puede ayudar a Rodrigo es Margarita, interpretada por Andrea Guzmán: “caracterizó a la secretaria que trabaja en la fábrica, es sencilla, trabajadora y honesta y le dan mucha rabia las injusticias”.

### Asesino al volante
Protagonistas: Javier Gómez y Carolina Gaitán
Jorge Castellanos sale de su casa en estado de embriaguez porque su esposa le es infiel, Mariana (una mujer joven), va a casa de su novio, pues está embarazada y decide hablar con él mientras una mujer lleva a su hijo a una presentación del colegio. Mariana choca levemente el carro de la otra y se bajan del auto a discutir mientras que en ese instante Jorge ebrio atropella a las dos mujeres dejando a Mariana inválida (además perdió el bebé que esperaba) y a la otra muerta.
Al principio la jueza le da a Jorge casa por cárcel, pero la conciencia de Marcela la hace grabar la confesión de su abogado donde dice que la jueza es su amiga y que puede ayudarlo. Ella presenta esa grabación en los tribunales por lo que cambian de juez y Jorge termina en la cárcel

### El informante
Protagonistas: Juan Sebastián Aragón y Valentina Rendón
Valentina Rendón y Juan Sebastián Aragón son los protagonistas de esta nueva miniserie que inicia con la confusión producida por el estallido de un carro frente a una emisora. La investigación policíaca y los personajes que rodean estos hechos serán el eje central de esta historia. El hombre que ayudó a modificar las placas del automóvil, por tanto cómplice de esta operación, decide delatar a los autores intelectuales del atentado a cambio de ser protegido por la justicia.
Durante la investigación, y a medida que recogen más pruebas, los agentes policiales Jaime y Graciela se dan cuenta de que los culpables no son delincuentes comunes sino que pertenecen a altas esferas, intocables para ellos.

## Historias segunda temporada

### Padre desalmado
Protagonistas: Victor Hugo Cabrera y Fabiana Medina
Es la historia de un hombre que ante la separación de su esposa decide matar a su propio hijo por amor.

### Bala perdida
Protagonistas: Quique Mendoza, Alberto Valdiri, Patricia Polanco y Waldo Urrego
Bala perdida es la historia que relata el impactante caso en el que un niño de 7 años queda gravemente herido tras ser víctima de un proyectil de origen desconocido. El hecho se registra cuando el pequeño Kevin celebraba con su familia la llegada de año nuevo en la puerta de su casa.
En esta producción dirigida por Ricardo Coral, son tres los sospechosos de haberle propinado la herida a Kevin. De una parte, Adolfo, interpretado por (Waldo Urrego), un padre de familia que celebraba el 31 de diciembre. El segundo implicado es Francisco (Alberto Valdiri), el dueño de la tienda, que previendo un supuesto robo dispara al aire, y finalmente, Jota (Kike Mendoza) un maleante que está en el mismo barrio en ese mismo momento, intentando acabar con la vida de uno de sus enemigos.

### El socavón
Protagonistas: Rafael Leal, Jenny Vargas, Juan Carlos Arango, Armando Gutiérrez, Víctor Cifuentes, Jorge Herrera, Fabián Mendoza, Eileen Moreno, Mario Jurado, Vanessa Blandón, María Fernanda Martínez, Xilena Aycardi, Carmenza Gómez e Inés Oviedo
Leonor y Leticia denuncian a Rodrigo quien pretende huir del pueblo y de la furia de su jefe. Macedonio, Clarisa y Horacio son rescatados con vida de la mina, y se preparan para enfrenar sus propios problemas fuera de ella relatando la tragedia de tres mineros y una mujer que luchan por salvar sus vidas con poca agua y un delgado hilo de oxígeno que entra al socavón.

### El Profesor de Física
Protagonistas: Alejandro Martínez, Rosemary Cárdenas, Carolina Betancourt, María Claudia Torres, Amparo Conde, Felipe Calero, Adelaida López y Maleja Restrepo
Juan Alberto Sanabria Millan es un profesor de física que tiene fama de ser 'cuchilla' con sus estudiantes. Pero luego algunas alumnas descubrirán una faceta siniestra de este profesor, cuando Sonia, estudiante de décimo año, pide unas asesorías personales en casa de Juan para ponerse al corriente con la materia. Allí Sonia se da cuenta de que el profesor Sanabria es un abusador que utiliza a sus alumnas para grabar videos pornográficos que produce junto a su novio y cómplice Leonardo Fonseca.
La vida de Sonia da un giro total y comienza un martirio luego de ser amenazada por Sanabria si se atrevía a denunciarlo ante las autoridades. El profesor Sanabria comienza a inventar historias falsas sobre el comportamiento de Sonia, lo cual le causa problemas en el colegio y en su casa. No obstante, ella recibe el apoyo de su mejor amiga Mary Luz (Maleja Restrepo), a quien decide contarle todo. Pero luego la situación de Sonia empeora: producto de la violación de Sanabria, Sonia termina embarazada y contagiada de una enfermedad venérea, lo cual ocasiona la ruptura con su novio Charlie y la fama de ser una cualquiera en el colegio. Ante la impotencia de no poder lidiar con sus problemas, Sonia toma la decisión de quitarse la vida lanzándose desde el techo del colegio.
Al día siguiente, Mary Luz decide enfrentarse al profesor Sanabria en el funeral de Sonia con la ayuda de Jessica, otra compañera de clases que también fue víctima de los abusos de Sanabria. Sin embargo, Juan está dispuesto a salir vencedor sin importar las consecuencias y realiza amenazas más férreas hacia las dos alumnas, en especial contra Mary Luz. Después del funeral, la rectora ordena una requisa en el salón de décimo grado, allí Sanabria coloca unos gramos de cocaína en el maletín de Mary Luz, lo cual ocasiona la expulsión de la estudiante y de paso, Mary Luz intenta explicarle la situación a su madre pero ella no le cree y como castigo la lleva a su trabajo en una fábrica. Del mismo modo, Leonardo deja un sobre en casa de Jessica el cual contiene unas fotos reveladoras de ella, provocando la ira de su hermano, quien ordena regresarla a su ciudad de origen.
Días después de su expulsión, Mary Luz le cuenta sobre el comportamiento de Sanabria a Miguel, otro profesor del colegio, y este comienza a sospechar de Juan por sus actitudes con las alumnas de su clase contandole todo a Mariana la psicóloga del colegio y luego Mary Luz se entera que Charlie fue enviado a un colegio militar. De otra parte, otra alumna llamada Mileidy, es cortejada por Juan y ella empieza a sentirse atraída por él por lo que Mary Luz trata de advertirle sobre Sanabria pero la madre de Mileidy se lo impide. Más tarde, Miguel decide comentarle lo sucedido a la rectora del colegio, situación de la cual Juan se da cuenta y envía unos sicarios que lo apuñalan a la salida del plantel, pero sobrevive. Al rato, Mileidy asiste a las clases particulares en la casa de Juan, donde ella le hace saber que está enamorada de él, pero luego Juan comienza a acosarla y finalmente la viola dejándola muy triste y desconsolada. Después de lo ocurrido, Mileidy va a casa de Mary Luz y posteriormente a Medicina Legal para denunciar la violación, por lo cual obtiene ayuda psicológica. Rato después la madre de Mary Luz le pide perdón a su hija por no haberle creído lo que le decía ella.
Unos días después, un Coronel de la Policía visita la casa de Juan con una orden de cateo y encuentran todo el material pornográfico, aunque Leonardo (cómplice de Juan) logra inventar una excusa y escapa del lugar para evitar ser interrogado. Al día siguiente, Juan, quien se encuentra escondido en algún lugar fuera de la ciudad, es localizado por Leonardo, pero este se encuentra muy enfermo por lo que Juan decide llevarlo a un hospital, en donde muere. Esa tarde, Juan, enceguecido por la ira, llama a Mileidy y la amenaza, luego va a la casa de ella y con pistola en mano, la rapta en un taxi. De inmediato, la policía persigue a Juan hasta que logran cerrarle el paso y es capturado. 3 meses después, Sanabria es condenado por posesión de material pornografico, intento de secuestro y 2 cargos de violación. A la salida del juzgado Charlie intenta matar a Juan pero Mileidy se lo impide.
La historia termina con Mary Luz, Jessica (quien había regresado al colegio), Mileidy y sus compañeros de clase celebrando su graduación.